# Andrea Boscione
Andrea Boscione (Alassio, 27 giugno 1927 – Torino, 21 giugno 1983) è stato un giornalista, radiocronista e telecronista sportivo e musicale italiano.

## Biografia
È stato, con Enrico Ameri e Nicolò Carosio, il primo radiocronista di Tutto il calcio minuto per minuto fin dal 10 gennaio 1960 sino agli anni '70, poi lavorò in televisione conducendo i collegamenti da Torino nei telegiornali e condusse Piemonte Sport negli anni ottanta.
Grazie alla sua attività di radiocronista sportivo, nel 1962 ha vinto il Premio Saint-Vincent per il giornalismo, premio che vincerà nuovamente nel 1965.
Negli anni settanta è stato uno degli inviati di 90º minuto, ed ha lavorato anche per La Domenica Sportiva e per il TGR.
Sposato con Barbara Boselli, ebbe una figlia, Emanuela Boscione, nata nel 1974.
Morì per un tumore al polmone, il 21 giugno 1983, a 55 anni.
La sua città natale, Alassio, nel 1999 gli ha dedicato una via.